# Інгем
Інгем (англ. Ingham) — місто у Грейт Грінвей на півночі Квінсленду, Австралія. Інгем — також відомий як маленька Італія — адміністративний центр графства Хінкібрук. 

## Географія
Інгем розташований приблизно за 110 км на північ від Таунсвілю та за 1437 км на північ від столиці штату Брисбену.

### Клімат
Місто знаходиться у зоні, котра характеризується кліматом тропічних саван. Найтепліший місяць — січень із середньою температурою 27.2 °C (81 °F). Найхолодніший місяць — липень, із середньою температурою 19.4 °С (67 °F).
| Клімат Інгема           | Клімат Інгема | Клімат Інгема | Клімат Інгема | Клімат Інгема | Клімат Інгема | Клімат Інгема | Клімат Інгема | Клімат Інгема | Клімат Інгема | Клімат Інгема | Клімат Інгема | Клімат Інгема | Клімат Інгема |
| Показник                | Січ.          | Лют.          | Бер.          | Квіт.         | Трав.         | Черв.         | Лип.          | Серп.         | Вер.          | Жовт.         | Лист.         | Груд.         | Рік           |
| Абсолютний максимум, °C | 40            | 43            | 35            | 36            | 32            | 30            | 30            | 31            | 34            | 35            | 38            | 38            | 43            |
| Середній максимум, °C   | 30            | 30            | 30            | 28            | 27            | 25            | 23            | 25            | 26            | 28            | 29            | 30            | 27            |
| Середня температура, °C | 27            | 26            | 26            | 24            | 22            | 20            | 19            | 20            | 22            | 24            | 26            | 27            | 23            |
| Середній мінімум, °C    | 24            | 23            | 22            | 21            | 18            | 16            | 15            | 16            | 18            | 21            | 23            | 24            | 20            |
| Абсолютний мінімум, °C  | 18            | 17            | 16            | 11            | 6             | 5             | 3             | 5             | 8             | 11            | 16            | 18            | 3             |
| Норма опадів, мм        | 270           | 280           | 180           | 80            | 30            | 30            | 10            | 10            | 10            | 30            | 40            | 130           | 1160          |
| Днів з дощем            | 16            | 16            | 13            | 10            | 8             | 4             | 2             | 2             | 1             | 3             | 5             | 11            | 98            |
| Вологість повітря, %    | 72            | 71            | 70            | 64            | 63            | 63            | 61            | 61            | 62            | 64            | 66            | 70            | 66            |
| ----------------------- | ------------- | ------------- | ------------- | ------------- | ------------- | ------------- | ------------- | ------------- | ------------- | ------------- | ------------- | ------------- | ------------- |
| Джерело: Weatherbase    |               |               |               |               |               |               |               |               |               |               |               |               |               |

## Промисловість
Інгем, головним чином, відомий завдяки цукровому виробництву. Значна кількість місцевої цукрової тростини експортується по всьому світу. 
Основні джерела прибутку міста:
- Цукрова тростина
- Рогата худоба
- Деревина
- Рибальство
- Туризм
- Кавуни

## Австралійський Італійський Фестиваль
Австралійський Італійський Фестиваль проводиться щороку у травні в Інгемі. Це – одна з найпопулярніших подій, що проводяться не тільки в місті, але й майже у всьому північному Квінсленді. Фестиваль відзначає традиції місцевого населення, яке походить, у своїй більшості, від італійських поселенців. Перші італійські іммігранти прибули до Інгему у 1890-ті і, на сьогоднішній день, більше половини населення міста має італійське коріння. 
Під час проведення фестивалю відбувається виставка на відкритому повітрі (експозиція предметів побуту, прикрас, посуду тощо, які використовувались у роки перших поселень на цій території).
Упродовж Другої світової війни, усіх італійців, що мешкали в Інгемі, було схоплено та затримано у спеціальних центрах до самого закінчення війни, а потім їх було знову звільнено. На честь звільнення італійців з-під сторожі у рамках фестивалю проводиться парад вулицями міста.

## Відомі «діти» міста
В Інгемі народились такі відомі постаті у житті Австралії, як: Трейсі Карро (журналіст), Грег Доулінг (спортсмен), Сем Бако (спортсмен), Лорі Спіна (спортсмен), Нік Евклід (спортсмен), а також Артур Фадден (13-ий Прем'єр-міністр Австралії).